# 包包尔茨
包包尔茨（匈牙利語：Babarc）是匈牙利巴兰尼亚州所辖的一个村。总面积18.85平方公里，总人口746，人口密度39.6人/平方公里（2011年1月1日）。